# Diatraea lentistrialis
Diatraea lentistrialis là một loài bướm đêm trong họ Crambidae.